# Třída UB II
Třída UB II byla třída pobřežních ponorek německého císařského námořnictva z období první světové války. Vyznačovaly se malými rozměry a jednoduchou konstrukcí, umožňující jejich rychlou stavbu. Celkem bylo postaveno 30 jednotek této třídy. Do služby byly zařazovány v letech 1915–1916. Dvě zakoupilo Rakousko-uherské námořnictvo a čtyři další operovaly pod jeho vlajkou. Za války jich bylo 21 ztraceno. Přeživší ponorky si rozebraly vítězné mocnosti. Francie jednu ponorku zařadila do služby.

## Pozadí vzniku
Celkem bylo postaveno 30 ponorek této třídy. Do jejich stavby byly zapojen loděnice Blohm & Voss v Hamburgu a AG Weser v Brémách.
Jednotky třídy UB II:
| Jméno    | Loděnice              | Založení kýlu | Spuštěna | Vstup do služby | Status |
| -------- | --------------------- | ------------- | -------- | --------------- | --- |
| SM UB 18 | Blohm & Voss, Hamburk | 1915          | 1915     | prosinec 1915   | Dne 9. prosince 1917 v Lamanšském průlivu potopena britským trawlerem Ben Lawers.                                                                                                |
| SM UB 19 | Blohm & Voss, Hamburk | 1915          | 1915     | prosinec 1915   | Dne 30. listopadu 1916 v Lamašském průlivu potopena britskou lodí Q Penshurst.                                                                                                   |
| SM UB 20 | Blohm & Voss, Hamburk | 1915          | 1915     | únor 1916       | Dne 29. července 1917 potopena minou u pobřeží Flander. |
| SM UB 21 | Blohm & Voss, Hamburk | 1915          | 1915     | únor 1916       | Připadla Velké Británii, potopila se během transferu. |
| SM UB 22 | Blohm & Voss, Hamburk | 1915          | 1915     | březen 1916     | Dne 19. ledna 1918 potopena minou v Severním moři. |
| SM UB 23 | Blohm & Voss, Hamburk | 1915          | 1915     | březen 1916     | Dne 29. července 1917 poškozena britskou šalupou HMS PC.60 a následně byla internována ve španělském přístavu La Coruña. Roku 1919 připadla Francii, sešrotována.                |
| SM UB 24 | AG Weser, Brémy       | 1915          | 1915     | listopad 1915   | Připadla Velké Británii, sešrotována. |
| SM UB 25 | AG Weser, Brémy       | 1915          | 1915     | prosinec 1915   | Dne 19. března 1917 se potopila v Kielu po kolizi s torpédoborcem SMS V26. Vyzvednuta a opravena. Připadla Velké Británii, sešrotována.                                          |
| SM UB 26 | AG Weser, Brémy       | 1915          | 1915     | leden 1916      | Dne 5. dubna 1916 se potopila v Le Havre. Vyzvednuta a zařazena do francouzského námořnoctva jako Roland Morillot. Sešrotována 1931.                                             |
| SM UB 27 | AG Weser, Brémy       | 1915          | 1916     | únor 1916       | Dne 29. července 1917 v Severním moři potopena britskou šalupou HMS Halcyon. |
| SM UB 28 | AG Weser, Brémy       | 1915          | 1915     | prosinec 1915   | Připadla Velké Británii, sešrotována. |
| SM UB 29 | AG Weser, Brémy       | 1915          | 1915     | leden 1916      | Dne 13. prosince 1916 v Lamašském průlivu potopena minou a britským torpédoborcem HMS Landrail.                                                                                  |
| SM UB 30 | Blohm & Voss, Hamburk | 1915          | 1915     | březen 1916     | Dne 23. února 1917 ztroskotala u ostrova Walcheren, internována Nizozemskem, vrácena 8. srpna 1917. Dne 13. srpna 1918 v Severním moři potopena britským trawlerem John Gillman. |
| SM UB 31 | Blohm & Voss, Hamburk | 1915          | 1915     | březen 1916     | Dne 2. května 1918 v Lamašském průlivu potopena britskými trawlery Lord Leitrim, Loyal Friend a Ocean Roamer.                                                                    |
| SM UB 32 | Blohm & Voss, Hamburk | 1915          | 1915     | duben 1916      | Dne 22. září 1917 v Lamašském průlivu potopena britskými letadly. |
| SM UB 33 | Blohm & Voss, Hamburk | 1915          | 1915     | duben 1916      | Dne 11. dubna 1918 v Lamašském průlivu potopena minou. |
| SM UB 34 | Blohm & Voss, Hamburk | 1915          | 1915     | červen 1916     | Roku 1918 připadla Velké Británii. |
| SM UB 35 | Blohm & Voss, Hamburk | 1915          | 1915     | červen 1916     | Dne 26. ledna 1918 v Lamašském průlivu potopena britským torpédoborcem HMS Leven a hlídkovými čluny.                                                                             |
| SM UB 36 | Blohm & Voss, Hamburk | 1915          | 1916     | květen 1916     | Dne 21. května 1917 v Lamašském průlivu taranována a potopena lodí SS Molière.                                                                                                   |
| SM UB 37 | Blohm & Voss, Hamburk | 1915          | 1915     | květen 1916     | Dne 14. ledna 1917 v Lamašském průlivu potopena britskou lodí Q Penshurst. |
| SM UB 38 | Blohm & Voss, Hamburk | 1915          | 1916     | červenec 1916   | Dne 8. února 1918 Penshurst potopena minou. |
| SM UB 39 | Blohm & Voss, Hamburk | 1915          | 1915     | duben 1916      | Dne 15. května 1917 v Lamašském průlivu potopena minou. |
| SM UB 40 | Blohm & Voss, Hamburk | 1915          | 1916     | srpen 1916      | Dne 5. října 1918 potopena v Ostende vlastní posádkou při německém ústupu z Flander.                                                                                             |
| SM UB 41 | Blohm & Voss, Hamburk | 1915          | 1916     | srpen 1916      | Dne 5. října 1917 v Sevením moři potopena minou. |
| SM UB 42 | AG Weser, Brémy       | 1915          | 1916     | březen 1916     | Operovala pod rakousko-uherskou vlajkou jako SM U 42. Připadla Velké Británii, sešrotována.                                                                                      |
| SM UB 43 | AG Weser, Brémy       | 1915          | 1916     | duben 1916      | Roku 1917 prodána Rakousko-uhersku, operovala jako SM U 43. Roku 1918 připadla Itálii, sešrotována.                                                                              |
| SM UB 44 | AG Weser, Brémy       | 1915          | 1916     | květen 1916     | Operovala pod rakousko-uherskou vlajkou jako SM U 44. Dne 4. srpna 1916 potopena v Jónském moři britskými eskortními plavidly.                                                   |
| SM UB 45 | AG Weser, Brémy       | 1915          | 1916     | květen 1916     | Operovala pod rakousko-uherskou vlajkou jako SM U 45. Dne 6. listopadu 1916 v Černém moři potopena minou.                                                                        |
| SM UB 46 | AG Weser, Brémy       | 1915          | 1916     | červen 1916     | Operovala pod rakousko-uherskou vlajkou jako SM U 46. Dne 7. prosince 1916 v Černém moři potopena minou.                                                                         |
| SM UB 47 | AG Weser, Brémy       | 1915          | 1916     | červenec 1916   | Roku 1917 prodána Rakousko-uhersku, operovala jako SM U 47. Roku 1920 připadla Itálii, sešrotována.                                                                              |

## Konstrukce

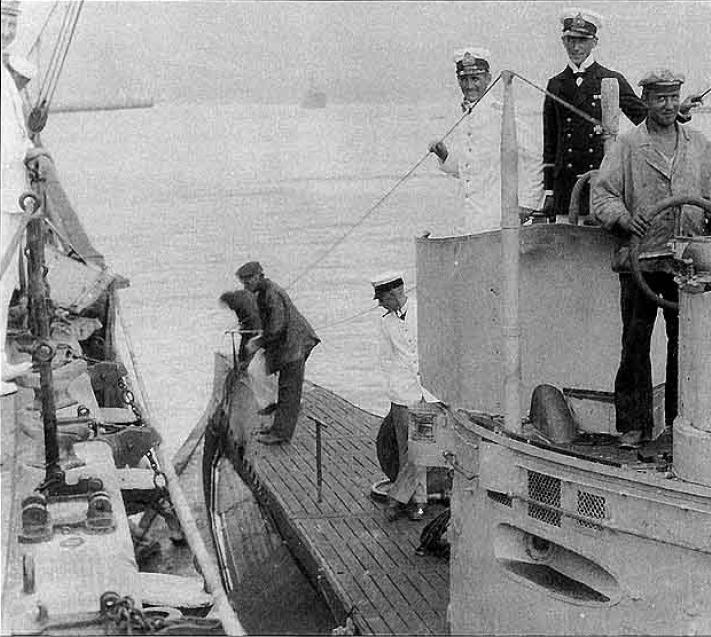
SM UB 45

Ponorky měly jednotrupou koncepci. Člunům různých výrobců trvalo ponoření od 30 do 45 vteřin. Výzbroj tvořil jeden 50mm kanón a dva příďové 500mm torpédomety. Neseny byly čtyři torpéda, později až šest. Pohonný systém tvořily dva diesely (Daimler, Kortig nebo Benz) o výkonu 270–284 bhp a dva elektromotory o výkonu 280 shp, pohánějící dva lodní šrouby. Nejvyšší rychlost dosahovala 9 uzlů na hladině a 5,8 uzlu pod hladinou. Dosah byl 6650 námořních mil při rychlosti 5 uzlů na hladině a 45 námořních mil při rychlosti 4 uzly pod hladinou. Skupina UB 20–UB 23 měla dosah 6450 námořních mil, skupina UB 24–UB 41 měla dosah 8150 námořních mil a konečně skupina UB 42–UB 47 měla dosah 6940 námořních mil.

### Modifikace
Od roku 1916 nesly šest torpéd. Ponorky UB 30–UB 47 dostaly výkonnější 88mm kanón. Přezbrojeny jím byly i ponorky UB 18, UB 21–UB 23. Ponorky UB 21, UB 22, UB 27, UB 34, UB 35 a UB 41 byly upraveny pro nesení 16 min typu P, přičemž jejich výzbroj byla posílena o dva dozadu mířící externí 500mm torpédomety.

## Uživatelé
Francie

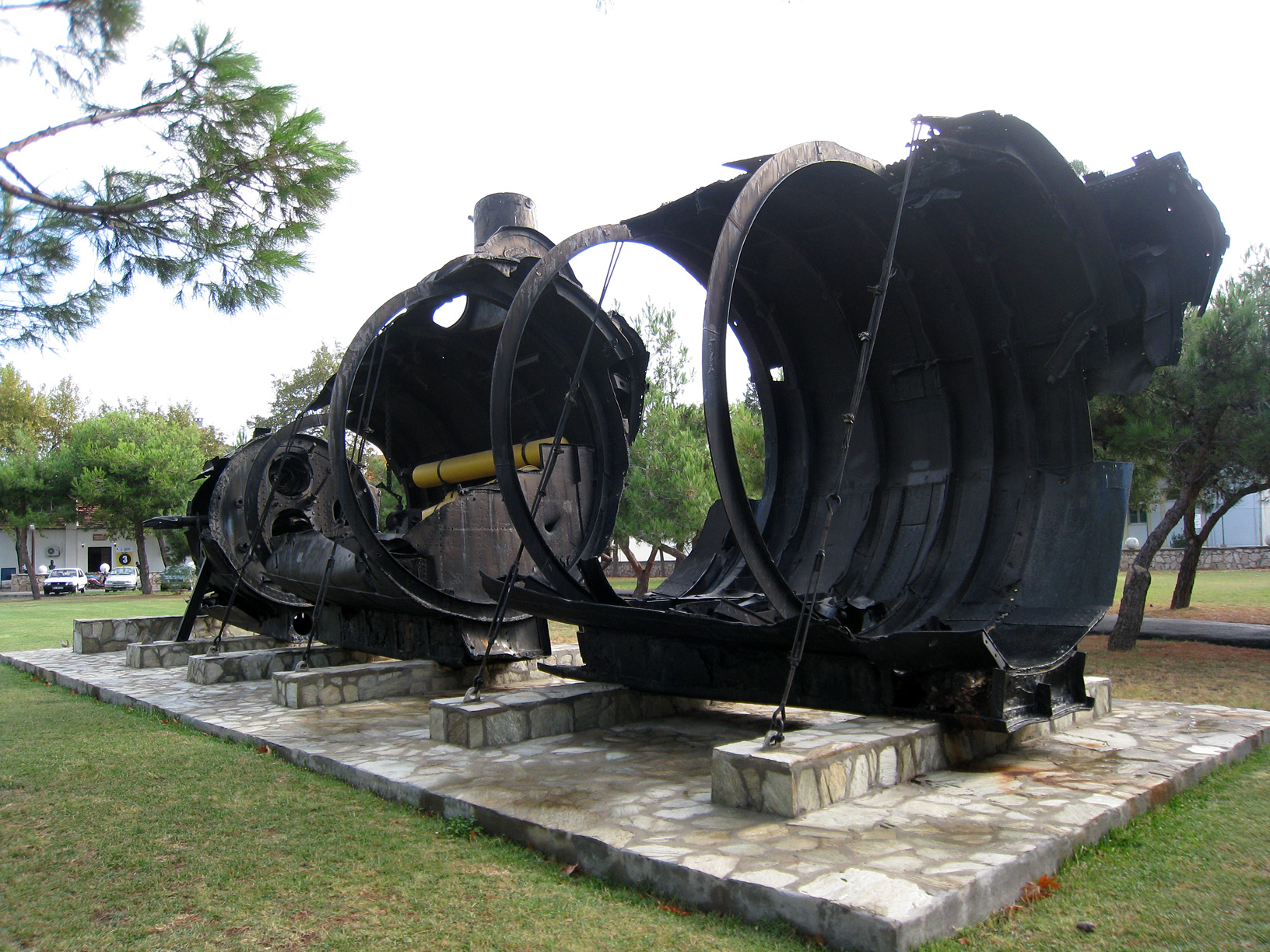
Vyzvednuá část vraku ponorky SM UB 46

- Francouzské námořnictvo – V letech 1917–1925 provozována jediná ponorka Rolland Morillot (ex UB 26).[3]

 Německá říše
- Kaiserliche Marine – V letech 1915–1918 provozovala celkem 30 ponorek této třídy.[1]

 Rakousko-Uhersko
- Rakousko-uherské námořnictvo – V letech 1916–1918 šest ponorek operovalo pod vlajkou tohoto námořnictva. Ponorky UB 43 a UB 47 byly zakoupeny a přejmenovány na U 43 a U 47.[1]